# Бертиноро
Бертиноро (итал. Bertinoro) је насеље у Италији у округу Форли-Чезена, региону Емилија-Ромања.
Према процени из 2011. у насељу је живело 1550 становника. Насеље се налази на надморској висини од 181 м.

## Становништво
| 1951. | 1961. | 1971. | 1981. | 1991. | 2001. | 2011.  |
| ----- | ----- | ----- | ----- | ----- | ----- | ------ |
| 9.113 | 8.408 | 7.795 | 8.070 | 8.601 | 9.307 | 10.798 |

## Партнерски градови
- Кауфунген
- Ale Municipality